# موسى حجيج
موسى علي حجيج (6 أغسطس 1974) هو مدرب كرة قدم لبناني ولاعب سابق والمدرب الرئيسي لنادي الصفاء، حاصل على جائزة أفضل لاعب في مهرجان المنار لكرة القدم عدة مرات، وكان كابتن المنتخب الوطني. ومحلل لمباريات المنتخب اللبناني على قناة بي إن سبورتس.

## مع نوادي كرة القدم
انضم إلى فريق شباب نادي النجمة في 26 فبراير 1993. في عام 2000، أصبح أول قائد فريق يفوز بلقب الدوري اللبناني الممتاز لفريق النجمة بعد الحرب الأهلية.[بحاجة لمصدر]
في عام 2006، غادر نادي النجمة إلى نادي المبرة، برصيد 75 هدفًا في الدوري، في عام 2008 وقع عقداً مع نادي الدرجة الثانية الخيول، وفي صيف 2009 وقع عقداً مع شباب الساحل. عاد إلى نادي النجمة عام 2011، وأعتزل اللعب عام 2013.

## دولياً
لعب ضد منتخب العراق في كأس آسيا 2000، وسجل هدفاً من خلال ركلة حرة، في الدقيقة 76 لتصبح النتيجة 2–2.

## مهنة إدارية

### وظيفة مبكرة
بدأ مسيرته الإدارية عام 2012 كلاعب ومدرب لفريق النجمة. وأصبح المدير الفني لفريق النبي شيت في عام 2014، والذي أنهى عقده بعد الجولة الرابعة. ثم عُيّن مدرباً رئيسياً للراسينغ بيروت في النصف الثاني من الموسم، وأنقذ النادي من الهبوط.
وفي موسم 2015–16، تولى تدريب شباب الساحل، قبل أن يعود إلى الراسينغ في الموسم التالي، حتى فاز معه بكأس التحدي اللبناني.

### العهد
في عام 2017، عين العهد حجيج مدربًا رئيسيًا. وساعدهم على الفوز على الزمالك المصري في بطولة الأندية العربية 2017، والفوز بكأس السوبر اللبناني ضد الأنصار. في 18 ديسمبر 2017، عُيّن مدربًا رئيسيًا لطرابلس في مباراة الإياب من الموسم، حيث احتل المركز الثامن بعد ستة انتصارات وسبعة تعادلات وتسع هزائم.

### العودة إلى النجمة
عاد كمدرب رئيسي للنجمة في عام 2018. في 29 حزيران/يونيو 2020، أصبح مديراً فنياً للنجمة للمرة الثالثة، بعد أن دربهم بين عامي 2011 و2013، وفي 2018.
وعاد إلى تدريب فريق نادي النجمة مرة أخرى في فبراير 2022. وبعد إهانة الاتحاد اللبناني لكرة القدم ورئيسه، في أعقاب البطاقة الحمراء التي تلقاها خلال مباراة في الدوري ضد الصفاء في 3 أبريل، أوقف الاتحاد اللبناني حجيج لمدة عام، وفرض عليه غرامة قدرها 25 مليون ليرة. ومدد الاتحاد الايقاف إلى عامين في 11 أبريل.

### الصفاء
في 9 يناير 2023، عُيّن مدربًا رئيسيًا للصفاء.

## مهنة رئاسية
في 10 يونيو 2021، أعلن حجيج ترشحه لمنصب رئيس الاتحاد اللبناني لكرة القدم. وكان المرشح الآخر الوحيد هو الرئيس الحالي هاشم حيدر. جرت الانتخابات في 29 حزيران/يونيو في بيروت، وفاز هاشم حيدر بأغلبية 40 صوتًا مقابل 4.

## الإنجازات

### كلاعب
النجمة
- الدوري اللبناني الممتاز: 1999–00، 2001–02، 2003–04، 2004–05
- كأس الاتحاد اللبناني: 1996–97، 1997–98، 2011–12
- كأس النخبة اللبناني: 1996، 1998، 2001، 2002، 2003، 2004، 2005
- كأس السوبر اللبناني: 2000، 2002، 2004
- وصيف كأس الاتحاد الآسيوي: 2005

المبرة
- كأس الاتحاد اللبناني: 2007–08

فردي
- الاتحاد الدولي: فريق الأحلام في لبنان.[16]
- أفضل لاعب في الدوري اللبناني الممتاز: 1999–2000،[17] 2001–02.[18]
- أفضل هدف في الدوري اللبناني الممتاز: 2002–03.[19]
- فريق الموسم في الدوري اللبناني الممتاز: 1996–97،[20] 1997–98،[21] 1998–99،[22] 1999–2000،[23] 2000–01،[24] 2001–02،[25] 2002–03،[26] 2003–04،[27] 2004–05.[28]

### كمدير
شباب الساحل
- كأس التحدي اللبناني: 2015

الراسينغ بيروت
- كأس التحدي اللبناني: 2016

النجمة
- كأس الاتحاد اللبناني: 2020–21

فردي
- أفضل مدرب في الدوري اللبناني الممتاز: 2011–12.[29]

## روابط خارجية
- موسى حجيج على موقع أف آي لبنان (FA Lebanon)
- موسى حجيج على فرق كرة القدم الوطنية.كوم
- موسى حجيج  على سكروي